# Agnès Geoffray
Pour les articles homonymes, voir Geoffray.
Agnès Geoffray, née en 1973 à Saint-Chamond, est une artiste plasticienne française. Elle pratique principalement la photographie et l'écriture. Elle vit et travaille à Paris et Bruxelles. 

## Biographie
Agnès Geoffray est diplômée de l'École nationale supérieure des beaux-arts de Lyon en 1996, et de Paris en 1997. 
En 2003-2003, elle est en résidence à la Rijksakademie van beeldende kunsten à Amsterdam. En 2010-2011, elle est pensionnaire à la villa Médicis à Rome.
Le travail d’Agnès Geoffray révèle un univers de tensions, latentes et mystérieuses. Les notions d’emprise, d’autorité, de domination et les résistances qui leur font face, occupent une place centrale dans ses recherches. À la croisée de la photographie, des arts imprimés, de la sculpture et des installations, Agnès Geoffray élabore ou réactive les textes et les images. Dans une posture d'iconographe, elle sonde les images par le biais de mises en scène, de réappropriations ou d'associations photographiques, afin d'interroger leur pouvoir évocatoire, et nous inviter ainsi à reconsidérer notre mémoire.
En 2017, l'exposition personnelle Before the eye-lid’s laid au CPIF en co-commissariat avec Emil Sennewald, évoque "la notion de l’arrêt, la suspension, l’epoché dans l’intervalle avant que l'on ferme la paupière. C’est un temps d’arrêt. Un moment intermédiaire entre objet et image, vision et regard. Un moment aussi où on retient le souffle.",

## Expositions personnelles
- Before the eye-lid's laid, 2017, CPIF, Pontault-Combault, F.
- Failure Falling Figure, 2015, ISELP, Bruxelles, B.
- La Chambre / Sleep Disorder, 2015, La chambre 11, Aubervilliers, F.
- Les Heures grises, 2014, La Lettre volée, Bruxelles, B.
- Distracted area, 2012, La Maison rouge, Fondation Antoine de Galbert, Paris, F.
- Victims, 2009, De Garage, Kunstcentrum, Mechelen, B.
- Ultieme Hallucinatie, 2008, La Lettre volée, Bruxelles, B.
- Crimes et délices, 2006, La BF15, Lyon, F.
- Une méchanceté légendaire, 2005, La Lettre volée, Bruxelles, B.

## Expositions collectives (sélection)
- 2017  Rencontres de la photographie, Le spectre du surréalisme, Arles, F.
- 2017  Frac Auvergne, Le Divan des murmures, Clermont-Ferrand, F.
- 2017  Les Laboratoires d'Aubervilliers, Suspens et Syncope - N/Z, Aubervilliers, F.
- 2016  Centre Pompidou Metz, Un musée imaginé, Metz, F.
- 2016  Jeu de paume, Soulèvements, Paris, F.
- 2016  Frac Auvergne, Retour au meilleur des mondes, Clermont-Ferrand, F.
- 2016  CPIF, A fendre le cœur le plus dur, Pontault-Combault, F.
- 2015  MAC VAL, Effet Vertigo, Vitry-sur-seine, F.
- 2015  Fondation Entreprise Ricard, Poesie Plate-forme, Paris, F.
- 2015  Musée de l’Élysée, Nommée Prix Élysée, Lausanne, CH.
- 2015  Kunsthaus Zurich, Europe, l’avenir de l’histoire, Zurich, CH.
- 2015  Frac Alsace, A fendre le cœur le plus dur, Sélestat, F.
- 2014  La Maison rouge, Fondation Antoine de Galbert, Le Mur, Paris, F.
- 2014  Kunsthalle Mainz, Les Gueules cassées, Mainz, D.
- 2014  Centre Photographique d’Île-de-France, A l'envers, à l'endroit, Pontault-Combault, F.
- 2013  Kunsthalle Wien, Salon der Angst, Vienna, A.
- 2013  CNAC Le Magasin, I lie to them, Grenoble, F.
- 2013  Centre de la Photographie, False fakes, Genève, CH.
- 2012  Festival Images, Vevey, CH.
- 2012  Photographer’s Gallery, Shoot, Londres, GB.
- 2011  Casino, Found in translation, Luxembourg, L.
- 2011  Kunstveiren Heidelberg, FotoFestival, The eye is a lonely hunter, Heidelberg, D.
- 2011  Kennedy Museum of Art, Phantoms, Shadows and Phenomena, Athens, États-Unis.
- 2010  Witte de With, Morality, facts and fables, Rotterdam, NL.
- 2010  Museum Fur Photographie, Shoot, Braunschweig, D.
- 2010  Rencontres photographiques, Shoot, Arles, F.
- 2010  Centre of Contemporary Art, Wach sind nur die Geister, Torun, PL.
- 2010  Biennale Internationale de la Photographie, Out of control, Liège, B.

## Collections
- Centre Pompidou, Paris, France
- Musée d'Ixelles, Bruxelles, Belgique
- Musée de l'Élysée, Lausanne, Suisse
- Musée d'art contemporain du Val-de-Marne, Vitry-sur-Seine, France
- Frac Auvergne, Clermont-Ferrand, France
- FMAC Fonds municipal d'art contemporain, Paris, France
- Collection départementale d'art contemporain de la Seine Saint-Denis, France

## Publications monographiques
- Ultieme Hallucinatie, 2008, La Lettre Volée, Bruxelles[3]
- Profond silence, 2009, La Lettre Volée, Bruxelles[4]
- Les Captives, 2015, Édition La Lettre volée, Bruxelles[5]
- Before the eye-lid's laid, 2017, Édition La Lettre volée, Bruxelles[2]